# Andrew Bentler
Andrew John Bentler (* 22. Januar 1978 in Iowa City, Iowa, Vereinigte Staaten) ist ein US-amerikanischer Filmeditor. Ein paar Mal trat er auch als Schauspieler, Filmproduzent, Filmregisseur und Drehbuchautor auf, so etwa bei der TV-Serie Hollywood Is Hard.

## Filmografie
- 1999: A Boy's Life (Kurzfilm)
- 2001: Hip-Hop Nation (Dokumentation)
- 2003: Realities of Love (Kurzfilm)
- 2004: I Left Me (Kurzfilm)
- 2005: Hail Mary
- 2006: Twilight's Grace
- 2007: Brotherhood of Blood
- 2008: The Thirst: Blood War
- 2009: Laid to Rest
- 2009: Pandemic
- 2010: Disarmed
- 2011: 51
- 2011–2013: Hollywood Is Hard (Fernsehserie, 27 Folgen)
- 2012: Dragon Eyes
- 2012: The Philly Kid – Never Back Down (The Philly Kid)
- 2013–2014: Mountain Men (Fernsehserie, 17 Folgen)